# عصر برنز
| تقسیم‌بندی سه‌گانه اعصار |                         |           |          |
| عصر تاریخی             |                         |           |          |
| دوره لا تن             | دوره لا تن              |           | نیاتاریخ |
| دوره هالشتات           |                         |           | نیاتاریخ |
| عصر آهن                |                         |           | نیاتاریخ |
| پسین                   |                         |           | نیاتاریخ |
| میانه                  |                         |           | نیاتاریخ |
| پیشین                  |                         |           | نیاتاریخ |
| عصر برنز               |                         |           | نیاتاریخ |
| دوران نوسنگی           | عصر مس                  |           | نیاتاریخ |
| دوران نوسنگی           | نوسنگی با سفال          | پیشاتاریخ |          |
| دوران نوسنگی           | نوسنگی پیش از سفال ب    | پیشاتاریخ |          |
| دوران نوسنگی           | نوسنگی پیش از سفال آ    | پیشاتاریخ |          |
| میان‌سنگی               | میان‌سنگی، فراپارینه‌سنگی | پیشاتاریخ |          |
| پارینه‌سنگی             | پسین                    | پیشاتاریخ |          |
| پارینه‌سنگی             | میانه                   | پیشاتاریخ |          |
| پارینه‌سنگی             | پیشین                   | پیشاتاریخ |          |
| عصر سنگ                |                         | پیشاتاریخ |          |

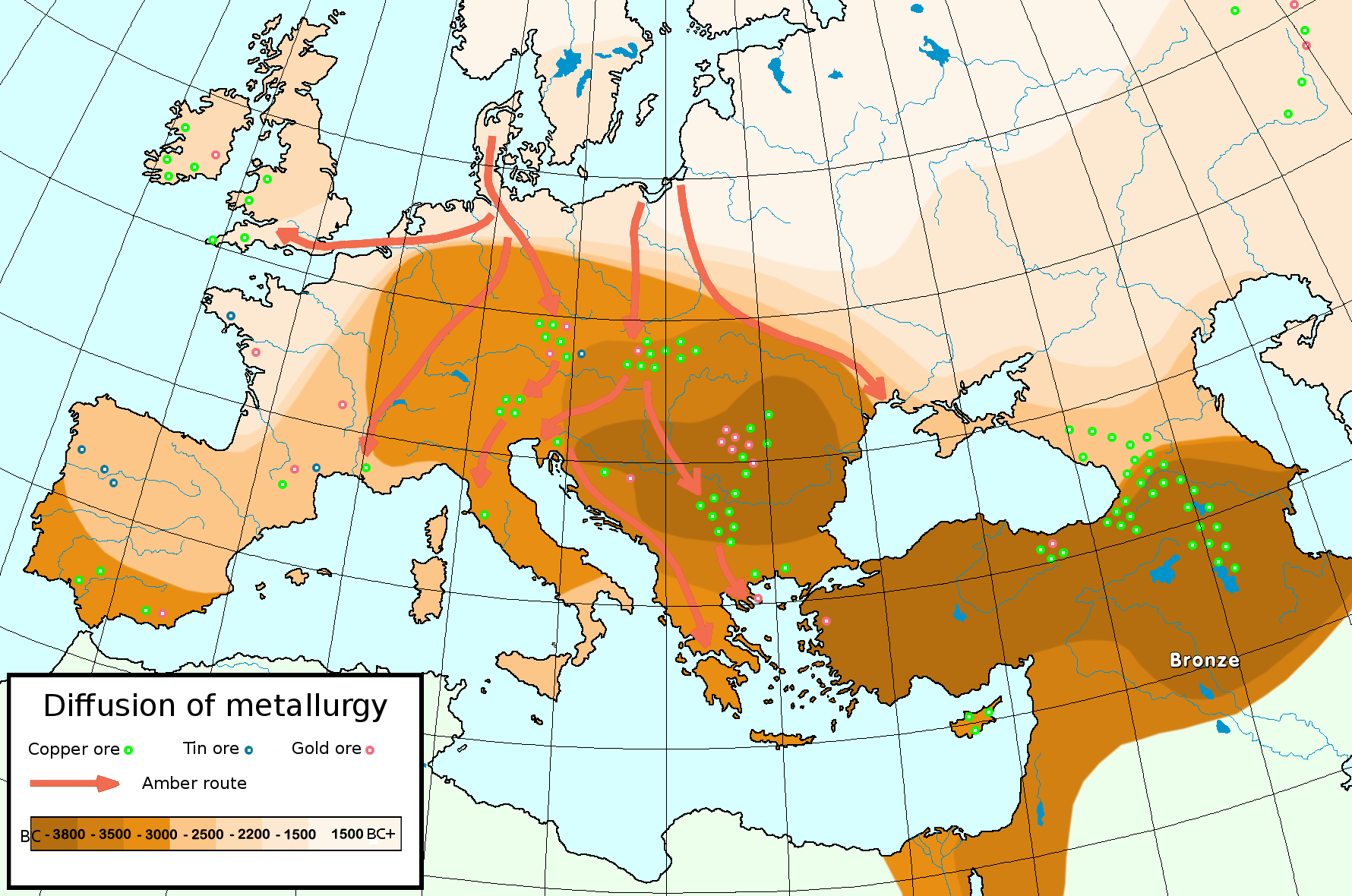
توزیع متالورژی در اروپا و آسیای صغیر

عصرِ برنز یا عصرِ مفرغ دوره‌ای در تاریخ پیشرفت بشری است که در روند آن انسان‌ها بیشتر به فلزکاری دست زدند و از شیوه‌هایی برای گداختن مس و قلع و فرایند آلیاژسازی آن و قالب‌ریزی برنز بهره بردند. عصر برنز بخشی از تقسیم‌بندی سه‌گانه اعصار که در سال ۱۸۳۶ توسط کریستین یورگنسن تومسن برای طبقه‌بندی و مطالعه جوامع باستانی و تاریخ پیشنهاد شد. دو دوره پیش و پس این دوره در سامانه یادشده عصر سنگ و عصر آهن می‌باشند. در تقسیم‌بندی یاد شده عصر برنز پس از دوره نوسنگی آغاز می‌گردد؛ ولی در بیشتر بخش‌های آفریقا که زیر صحرا جای گرفته‌اند پس از دوره نوسنگی مستقیماً عصر آهن آغاز می‌گردد.

## تمدن‌های باستانی در عصر برنز
تمدن باستانی بخشی از عصر مفرغ در نظر گرفته می‌شود، زیرا یا با ذوب مس و آلیاژ کردن آن با قلع، آرسنیک یا فلزات دیگر برنز تولید می‌گردیده یا اینکه برنز تولیدی در یک منطقه با اقلام دیگری از مناطق دیگر مبادله می‌گردیده است. برنز نسبت به سایر فلزات موجود در آن زمان سخت‌تر و بادوام‌تر بود و به تمدن‌های عصر برنز اجازه داد تا به واسطه این فناوری مزیت‌هایی را به دست آورند.
در حالی که آهن به‌طور طبیعی فراوان است اما به دلیل نقطه ذوب بالای آن (۱۵۳۸ سلسیوس) تا پایان هزاره دوم پیش از میلاد دور از دسترس عموم قرار داشت. اما نقطه ذوب پایین قلع (۲۳۱/۹ درجه سلسیوس) و نقطه ذوب نسبتاً متوسط مس (۱۰۸۵درجه سلسیوس) آنها را در محدوده قابلیتهای کوره‌های سفالگری دوران نوسنگی که قادر به تولید دمای بیش از ۹۰۰ درجه سانتیگراد (۱۶۵۰ درجه فارنهایت) بودند قرار می‌دهد. قدمت این کوره‌ها به ۶۰۰۰ سال قبل از میلاد بازمی‌گردد. در سرتاسر جهان، عصر برنز به‌طور کلی از دوره نوسنگی پیروی می‌کند و دوره کالکولیتیک به عنوان یک دوره گذار عمل می‌کند.
فرهنگ‌ها و تمدن‌ها در عصر برنز در توسعه نوشتار متفاوت بودند. طبق شواهد باستان‌شناسی، فرهنگ‌های بین‌النهرین (خط میخی) و مصر (هیروگلیف) اولین سیستم‌های نوشتاری عملی را توسعه دادند.

## خاستگاه
بر سر اینکه خاستگاه اولیه برنز کجا بوده است بحث است. اما برنزِ قلعی در چندجای مستقل از یکدیگر ساخته می‌شده است. کهن‌ترین جایی که در آن برنز یافت شده است ایران و کشور کنونی عراق می‌باشند و در هزاره چهارم پیش از میلاد؛ ولی شواهدی مبنی بر بهره‌گیری از برنز در تایلند در هزاره پنجم پیش از میلاد هم به دست آمده است. برنزهای آرسنیکی در هزاره سوم پیش از میلاد مسیح در آناتولی و قفقاز ساخته‌می‌شد. برخی پژوهشگران برنزهای ساخته‌شده در شمال قفقاز و وابسته به فرهنگ مایکوپ را از نیمه هزاره چهارم پیش از میلاد می‌دانند که این‌گونه می‌توان این‌ها را کهنترین برنزهای ساخته‌شده در جهان دانست؛ ولی دیگر پژوهشگران این برنزها را ساخته‌شده در نیمه هزاره سوم می‌دانند.

## عصر برنز در خاور نزدیک باستان
عصر برنز در خاور نزدیک به سه پاره بخش می‌شود:
- عصر برنز آغازین‎(EBA[۲])، ۳۵۰۰–۲۰۰۰ (پیش از میلاد)
- عصر برنز میانی‎(MBA[۳])، ۲۰۰۰-۱۶۰۰ (پیش از میلاد)
- عصر برنز پایانی‎(LBA[۴])، ۱۶۰۰-۱۲۰۰ (پیش از میلاد)

| Persian Bronze Age                                                       | Persian Bronze Age |
| ------------------------------------------------------------------------ | ------------------ |
| - جام نقره‌ای هزاره سوم پیش از میلاد، مرودشت، فارس . با کتیبه خطی ایلامی. |                    |

هر یک از دوره‌های یاد شده خود می‌تواند به زیررده‌هایی بخش‌شوند، برای نمونه EB I، EB II, EB III .متالورژی در آغاز در آناتولی در ترکیه کنونی شکل گرفت. سرزمین کوهستانی آناتولی از دید معادن کانی‌های قلع و مس پربار است. مس همچنین در قبرس، مصر، بیابان نقب (در فلسطین) و ایران در کناره خلیج فارس استخراج می‌شد. در آن زمان مس با آرسنیک آمیخته می‌شد و هنوز هم این فرایند در آناتولی پایدار است. از راه دریا مس را به مصر باستان و میانرودان نیز می‌بردند.
عصر برنز اولین شواهد شهری‌سازی به سوی سازمان‌دهی دولت شهرها و اختراع نوشتن شد(دوره اوروک در هزاره پنجم پیش از میلاد). در عصر برنز میانه سیاست جابه‌جایی مردمان سبب تغییر نقشه خاور نزدیک گردید (آموری‌ها، هیتی‌ها، هوری‌ها، هیکسوس‌ها و شاید بنی‌اسرائیل). دوره برنز پایانی صحنه جنگ قدرت میان پادشاهی‌های نیرومند و خراجگزاران‌شان بود (مصر باستان، آشور، هیتی‌ها و میتانی). تماس گسترده‌ای با تمدن اژه‌ای پدید آمد که در این میان داد و ستد مس نقش مهمی بازی می‌کرد. این دوره با واژگونی گسترده‌ای که اثر بسیاری بر خاورمیانه و مدیترانه شرقی گذاشت به پایان رسید. با به پایان رسیدن این دوره عصر آهن در ۱۲۰۰ پیش از میلاد مسیح در آناتولی آغاز شد، جایی که پیش از آن آخرین دوران عصر برنز را پشت سر گذاشته‌بود. جابجایی به عصر آهن سبب تحول‌های گسترده‌ای در خاورمیانه بود.

## عصر مفرغ

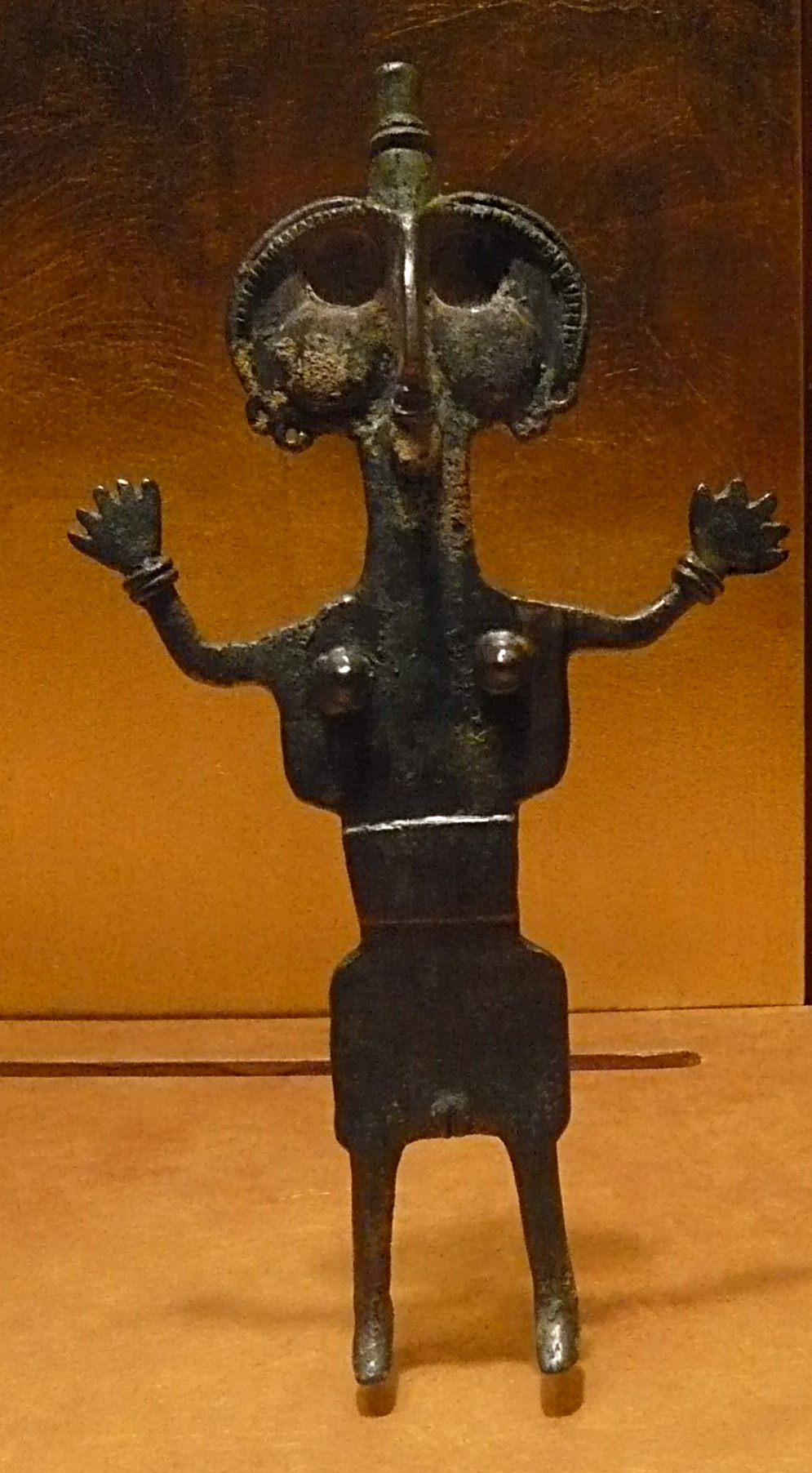
آدمک مفرغی

عصر مفرغ دومین قسمت از عصر فلزات است که پس از دوره مس قرار می‌گیرد. این تقسیم‌بندی به این جهت است که مصنوعات فلزی این دوره از زندگی بشر بیشتر ترکیبی از مس و قلع است به‌طوری‌که کاوش‌های دیرین‌شناسی نشان داده ساکنان ایران از پنج هزار سال قبل از میلاد مسیح نیز آلیاژ مفرغ را می‌شناخته‌اند و از آن برای ساختن مصنوعات فلزی خود استفاده می‌کرده‌اند و مصنوعات مفرغی نیز که در سایر نقاط دنیا ضمن حفاری‌ها به دست آمده قدیمی تر از این تاریخ نیست؛ بنابراین می‌توانیم شروع دوره مفرغ را از پنج هزار سال قبل از میلاد مسیح که شروع دوره آهن است بدانیم. همان‌طور که گفته شد مفرغ ترکیبی است از مس و قلع به رنگ‌های مختلف سرخ، سرخ کم رنگ و نارنجی، که زودتر از مس ذوب می‌شود و در مجسمه‌سازی و ساختن ادوات دیگر مورد استفاده قرار می‌گیرد.

### نحوه ساخت مفرغ
مفرغ یک آلیاژ است. آلیاژ یعنی مخلوطی از چند فلز. فلز اصلی تشکیل دهندهٔ مفرغ، مس است. برای ساختن مفرغ، معمولاً مس را با قلع، با نسبت شش به یک یا چهار به یک مخلوط می‌کنند.

## شبکه‌های تجاری بین‌قاره‌ای در عصر برنز
مبادلات تجاری در عصر برنز به سطحی بی‌سابقه از پیچیدگی و گستردگی رسید. مس از قبرس و اسپانیا، قلع از افغانستان و انگلستان، و سنگ‌های قیمتی از سرزمین‌های دوردست جابه‌جا می‌شد. تجزیه و تحلیل ایزوتوپی مس اشیای باستانی نشان می‌دهد که مس قبرسی تا اسکاندیناوی و بریتانیا صادر می‌شده است (Berger et al., 2019). این تجارت نه تنها شامل مواد خام، بلکه شامل محصولات نهایی و دانش فنی نیز می‌شد. در حقیقت، برخی از اشیای لوکس مانند ظروف نوشیدنی و زیورآلات در مناطق بسیار دور از محل ساخت یافت شده‌اند که نشان‌دهنده گستردگی شبکه‌های مبادله است (Kristiansen & Suchowska-Ducke, 2015).
کشتی‌های تجاری مسیرهای طولانی را در مدیترانه و اروپای شمالی طی می‌کردند. کشتی غرق شده اولوبورون در سواحل ترکیه که متعلق به حدود 1300 قبل از میلاد است، حاوی محموله‌ای از مس، قلع، عاج و سایر کالاهای ارزشمند بود که نشان‌دهنده تنوع مبادلات تجاری این دوره است (Pulak, 1998). پایگاه‌های تجاری در نقاط استراتژیک مانند اوگاریت در سوریه به عنوان مراکز توزیع کالا بین تمدن‌های مختلف عمل می‌کردند (Monroe, 2009). این شبکه‌های تجاری نقش مهمی در انتقال ایده‌ها، فناوری‌ها و فرهنگ‌ها بین تمدن‌های مختلف داشتند. برای مثال، تکنیک‌های فلزکاری بین النهرینی در اروپا اقتباس و تطبیق داده می‌شد (Vandkilde, 2017).

## تحولات در حمل و نقل و ارتباطات
اختراع چرخ و توسعه وسایل نقلیه چرخدار تحولی اساسی در حمل و نقل ایجاد کرد. قدیمی‌ترین نمونه‌های چرخ‌های چوبی در اروپای مرکزی و قفقاز یافت شده که متعلق به حدود 3500 سال قبل از میلاد هستند (Anthony, 2007). راه‌سازی پیشرفت کرد و شبکه‌های ارتباطی گسترده‌تری ایجاد شد. در آناتولی، راه‌های سنگفرشی بین شهرهای مهم ساخته شده بود که تجارت و ارتباطات را تسهیل می‌کرد (Barjamovic, 2011).
کشتی‌سازی نیز تحول یافت و کشتی‌های بزرگتر و مناسب‌تر برای سفرهای دریایی طولانی ساخته شدند. تصاویر کشتی‌های مصری بر روی دیوار معابد نشان می‌دهد که برخی از این کشتی‌ها قادر به حمل صدها تن بار بودند (Wachsmann, 1998). این پیشرفتها تجارت و ارتباطات بین مناطق مختلف را تسهیل کرد و به گسترش فرهنگ و فناوری کمک نمود. در واقع، بسیاری از نوآوری‌های فناورانه از طریق همین شبکه‌های ارتباطی گست

## پیشرفت‌های معماری و شهرسازی
معماری در عصر برنز از نظر فنی و زیبایی‌شناسی پیشرفت چشمگیری کرد. ساختمان‌های عمومی عظیم مانند کاخ‌ها و معابد با طرح‌های پیچیده ساخته شدند. در کرت، کاخ‌های مینوسی با سیستم‌های آبرسانی و تهویه پیشرفته و تزئینات دیواری پیچیده نمونه‌ای از این پیشرفتها هستند (Driessen, 2002). استفاده از مصالح ساختمانی جدید و تکنیک‌های پیشرفته‌تر مانند طاق‌زنی رواج یافت. در بین النهرین، معابد زیگورات با میلیون‌ها آجر ساخته می‌شدند که نشان‌دهنده توان سازمان‌دهی و مدیریت منابع است (Crawford, 2004).
شهرها با برنامه‌ریزی دقیق‌تری طراحی می‌شدند و سیستم‌های دفاعی شهری پیشرفته‌تر شدند. در هند، شهرهای تمدن دره سند با شبکه‌های منظم خیابان‌ها و سیستم‌های فاضلاب پیشرفته ساخته می‌شدند (Kenoyer, 1998). این تحولات نشان‌دهنده سازمان‌دهی اجتماعی پیچیده‌تر و تمرکز منابع است. در برخی موارد، شهرها به چندین بخش اداری، مذهبی و مسکونی تقسیم می‌شدند که هر کدام عملکرد خاص خود را داشتند.

## هنر و نمادگرایی در جوامع عصر برنز
تولیدات هنری این دوره بازتابی از تحولات فرهنگی و اجتماعی است. اشیای برنزی تزئینی با نقوش پیچیده و ظریف ساخته می‌شدند که مهارت صنعتگران را نشان می‌دهد. در اروپای مرکزی، اشیای طلایی با نقوش هندسی پیچیده و در خاورمیانه، مهرهای استوانه‌ای با صحنه‌های اساطیری نمونه‌هایی از این هنر پیچیده هستند (Feldman, 2006). سبک‌های هنری منطقه‌ای متمایز توسعه یافتند اما در عین حال تأثیرات متقابل فرهنگی نیز مشهود است. برای مثال، تأثیر هنر مصری بر هنر مینوسی در کرت و بالعکس در آثار هنری این دوره دیده می‌شود (Cline, 1994).
نمادها و نشانه‌ها برای بیان قدرت، موقعیت اجتماعی و باورهای مذهبی به کار می‌رفتند. در اسکاندیناوی، شیپورهای لوله‌ای برنزی (lur) که به شکل حیوانات ساخته می‌شدند، احتمالاً در مراسم مذهبی استفاده می‌شدند (Kaul, 1998). زیورآلات و تزئینات شخصی به عنوان نشانه‌های وضعیت اجتماعی اهمیت ویژه‌ای یافتند. در گورهای سلطنتی اور، زیورآلات طلایی پیچیده همراه با جسد دفن شده بود که نشان‌دهنده ثروت و مقام متوفی است (Woolley, 1934). این آثار هنری نه تنها ارزش زیبایی‌شناختی، بلکه ارزش تاریخی و فرهنگی نیز دارند.

## تحولات ساختار اجتماعی و سیاسی
عصر برنز شاهد ظهور ساختارهای اجتماعی پیچیده‌تر و سلسله مراتب قدرت متمرکز بود. نخستین دولت‌های متمرکز با دیوانسالاری منظم شکل گرفتند، به طوری که در شهرهای بین النهرین مانند اور، اسناد اداری مفصلی بر روی لوح‌های گلی ثبت می‌شد که شامل فهرست کالاها، دستمزدها و مقررات بود (Postgate, 1992). طبقات جدیدی مانند صنعتگران متخصص، جنگجویان حرفه‌ای و کاهنان ظهور کردند. تحلیل گورها نشان می‌دهد که تفاوت‌های چشمگیری در ثروت و موقعیت اجتماعی افراد وجود داشته است (Shennan, 1993).
تفکیک فضایی در شهرها بر اساس موقعیت اجتماعی ساکنان قابل مشاهده است. در محوطه‌هایی مانند ماری در سوریه، کاخ‌های مجلل در مرکز شهر و کارگاه‌های صنعتی و خانه‌های عامه مردم در محله‌های جداگانه قرار داشتند (Margueron, 2004). نظام‌های حقوقی اولیه برای تنظیم روابط اجتماعی و اقتصادی توسعه یافتند. قانوننامه حمورابی (حدود 1750 قبل از میلاد) نمونه‌ای از این نظام‌های حقوقی پیچیده است که روابط بین طبقات مختلف و مجازات جرایم را مشخص می‌کرد (Roth, 1997). این تحولات پایه‌های تمدن‌های کلاسیک بعدی را بنیان نهاد.

## انقلاب کشاورزی در عصر برنز
دگرگونی‌های کشاورزی در این دوره امکان تولید مازاد مواد غذایی را فراهم کرد. اختراع گاوآهن برنزی تحولی اساسی در زراعت ایجاد نمود و امکان شخم زدن زمین‌های سخت‌تر را ممکن ساخت. مطالعات باستان‌گیاه‌شناسی نشان می‌دهد که در این دوره تنوع محصولات کشاورزی افزایش یافت و گونه‌های جدیدی مانند زیتون و انگور به طور گسترده کشت می‌شدند (Zohary et al., 2012). سیستم‌های آبیاری پیشرفته‌تر توسعه یافتند و در مناطق خشک مانند بین النهرین، شبکه‌های پیچیده‌ای از کانال‌ها ساخته شد که قادر به آبیاری هزاران هکتار زمین بودند (Adams, 1981).
روش‌های جدیدی برای ذخیره‌سازی غلات ابداع شد. در محوطه‌های باستان‌شناسی مانند خربة کتان در فلسطین، انبارهای بزرگ غله با ظرفیت چندین تن کشف شده‌اند که نشان‌دهنده برنامه‌ریزی بلندمدت برای تأمین غذاست (Finkelstein, 1988). در دامپروری نیز شاهد اهلی کردن نژادهای جدید حیوانات و بهبود روش‌های پرورش هستیم. تجزیه و تحلیل استخوان‌های حیوانات نشان می‌دهد که در این دوره اندازه دام‌ها افزایش یافته که نشان‌دهنده انتخاب مصنوعی و پرورش هدفمند است (Arbuckle, 2014). این پیشرفتها منجر به افزایش جمعیت و شکل‌گیری شهرهای بزرگتر شد. برآوردها نشان می‌دهد که برخی شهرهای عصر برنز مانند حلب در سوریه به ده‌ها هزار نفر جمعیت داشته‌اند (Akkermans & Schwartz, 2003).

## فناوری‌ها عصر برنز

### معدنکاری پیشرفته
کشف و بهره‌برداری از معادن در عصر برنز تحولی شگرف در تمدن‌های باستانی ایجاد کرد. باستان‌شناسان شواهدی از معادن عمیق با سیستم‌های تهویه پیچیده در اروپا و خاورمیانه یافته‌اند که نشان‌دهنده دانش پیشرفته معدن‌کاری در این دوره است. در منطقه میتسبورگ اتریش، معادنی با عمق بیش از 100 متر و تونل‌های متعدد کشف شده که حاکی از تخصص بالای معدنکاران عصر برنز است (Stöllner et al., 2013). 

### فناوری‌های ذوب فلز
کوره‌های ذوب با طراحی خاص قادر به رسیدن به دمای بیش از ۱۰۰۰ درجه سانتیگراد بودند که برای ذوب مس و قلع ضروری بود. در محوطه‌های باستان‌شناسی مانند تیمنا در اسرائیل، بقایای کوره‌هایی با سیستم دمش هوای پیشرفته کشف شده که نشان‌دهنده مهارت متالورژیکی بالای صنعتگران این دوره است (Ben-Yosef et al., 2019).

### تکنیک‌های متالورژی
مطالعات متالورژیکی نشان می‌دهد که صنعتگران این دوره به تکنیک‌های مختلفی مانند کارسخت کردن و آلیاژسازی مسلط بودند. آزمایش‌های صورت گرفته بر روی اشیای برنزی از محوطه‌های مختلف نشان می‌دهد که نسبت مس به قلع در مناطق مختلف متفاوت بوده و به طور متوسط بین 9:1 تا 12:1 در نوسان بوده است (Pare, 2000). این پیشرفتها منجر به تولید ابزار و سلاح‌های باکیفیت‌تر شد که مزیت نظامی و اقتصادی برای تمدن‌های دارای این فناوری‌ها ایجاد می‌کرد. در حقیقت، برتری نظامی تمدن‌هایی مانند آشور و هیتی تا حد زیادی مدیون کیفیت بالای سلاح‌های برنزی آنها بود (Harding, 2000).

### روش‌های استخراج منطقه‌ای
تکنیک‌های استخراج در مناطق مختلف متفاوت بود. در اروپای مرکزی، روش‌های آتش‌گذاری برای شکستن سنگ‌های سخت به کار می‌رفت، در حالی که در خاورمیانه بیشتر از ابزارهای سنگی و برنزی برای استخراج استفاده می‌شد. مطالعات میکروسکوپی بر روی دیواره‌های معادن قدیمی نشان می‌دهد که معدنکاران از دانش زمین‌شناسی اولیه برای شناسایی رگه‌های معدنی برخوردار بوده‌اند (O'Brien, 2015).

### سیستم‌های مدیریت آب
در برخی مناطق مانند انگلستان، سیستم‌های زهکشی پیچیده‌ای برای کنترل آبهای زیرزمینی در معادن ابداع شده بود (Timberlake, 2003).

### تصفیه و خالص‌سازی فلزات
صنعتگران عصر برنز به تدریج آموختند که چگونه ناخالصی‌ها را از فلزات جدا کنند. تجزیه و تحلیل سرباره‌های باقیمانده از کوره‌های ذوب نشان می‌دهد که آنان قادر به تشخیص و جداسازی ناخالصی‌هایی مانند آرسنیک و آنتیموان بوده‌اند (Kassianidou, 2003). این دانش تجربی که از طریق آزمون و خطا به دست آمده بود، پایه‌های متالورژی علمی را بنیان نهاد. در برخی موارد، صنعتگران عمداً آرسنیک را به مس اضافه می‌کردند تا آلیاژ سخت‌تری تولید کنند که برای ساخت ابزار مناسب‌تر بود (Levy et al., 2002).

### تقسیم کار تخصصی
توزیع کار در معادن و کارگاه‌های ذوب به صورت تخصصی انجام می‌گرفت. شواهد باستان‌شناسی نشان می‌دهد که برخی افراد فقط مسئول استخراج سنگ معدن بودند، در حالی که گروه دیگری متخصص ذوب و گروه سوم مسئول ساخت ابزار نهایی بودند. این تقسیم کار پیچیده نشان‌دهنده سطح بالای سازمان‌دهی اجتماعی در جوامع عصر برنز است (Kienlin, 2010). در برخی محوطه‌ها مانند تل ابلیب در سوریه، کارگاه‌های متالورژی با بخش‌های مختلفی برای مراحل گوناگون تولید کشف شده‌اند (Pfalzner, 2010).

### انتقال فناوری بین مناطق
فناوری‌های عصر برنز به تدریج از خاورمیانه به سایر مناطق گسترش یافت. رادیوکربن‌سنجی نشان می‌دهد که فناوری ذوب برنز حدود 3000 سال قبل از میلاد در آناتولی ظاهر شد و تا 2000 سال قبل از میلاد به اروپای مرکزی رسید (Roberts et al., 2009). این انتقال فناوری احتمالاً از طریق مهاجرت صنعتگران متخصص و تجارت صورت گرفته است. در برخی موارد، الگوهای تولید محلی تحت تأثیر سبک‌های خارجی قرار می‌گرفت، اما ویژگی‌های بومی خود را نیز حفظ می‌کرد (Vandkilde, 2016).

## مفرغ در ایران

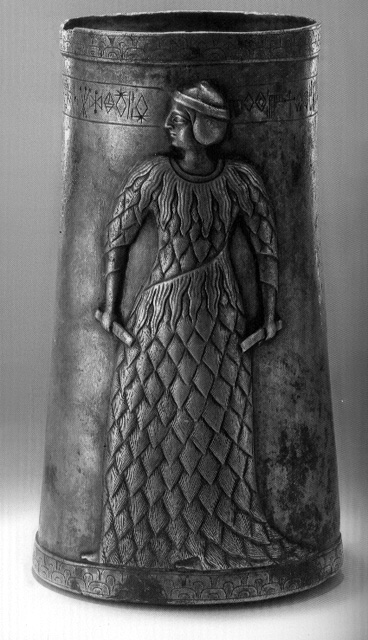
لیوان نقره ای مربوط به ۳۰۰۰سال قبل از میلاد در مرودشت فارس

ایران دارای پیشینه بسیار طولانی در امر ذوب سنگ معدن و استخراج فلز مس می‌باشد، آثار به‌دست آمده از تپه قبرستان دشت قزوین متعلق به نیمه دوم هزاره پنجم پیش از میلاد، روستاهای سنگتراشان و سرخه ده علیا در خرم‌آبادلرستان، تپه علی کش در دهلران، تپه سیلک، تل ابلیس در بخش مرکزی رشته کوه‌های کرمان و کاوش‌های بمپور و شهداد گویای این مطلب است. فلز کاران قدیمی به مرور در جهت بهره‌گیری از عناصر و ترکیب آنها، به ماده‌ای محکم تر از آلیاژ مس و قلع دست یافتند که اصطلاحاً مفرغ نامیده می‌شود. بدین ترتیب مفرغ به صورت یکی از برجسته‌ترین صنایع فلات ایران درآمد. عصر مفرغ در ایران به سه دوره فرعی تقسیم می‌شود که عبارتند از:
- عصر مفرغ قدیم از ۲۰۰۰ – ۳۰۰۰ پیش از میلاد
- عصر مفرغ میانه از ۱۶۰۰ – ۲۰۰۰ پیش از میلاد
- عصر مفرغ جدید از ۱۲۰۰ – ۱۶۰۰ پیش از میلاد

### مفرغهای لرستان

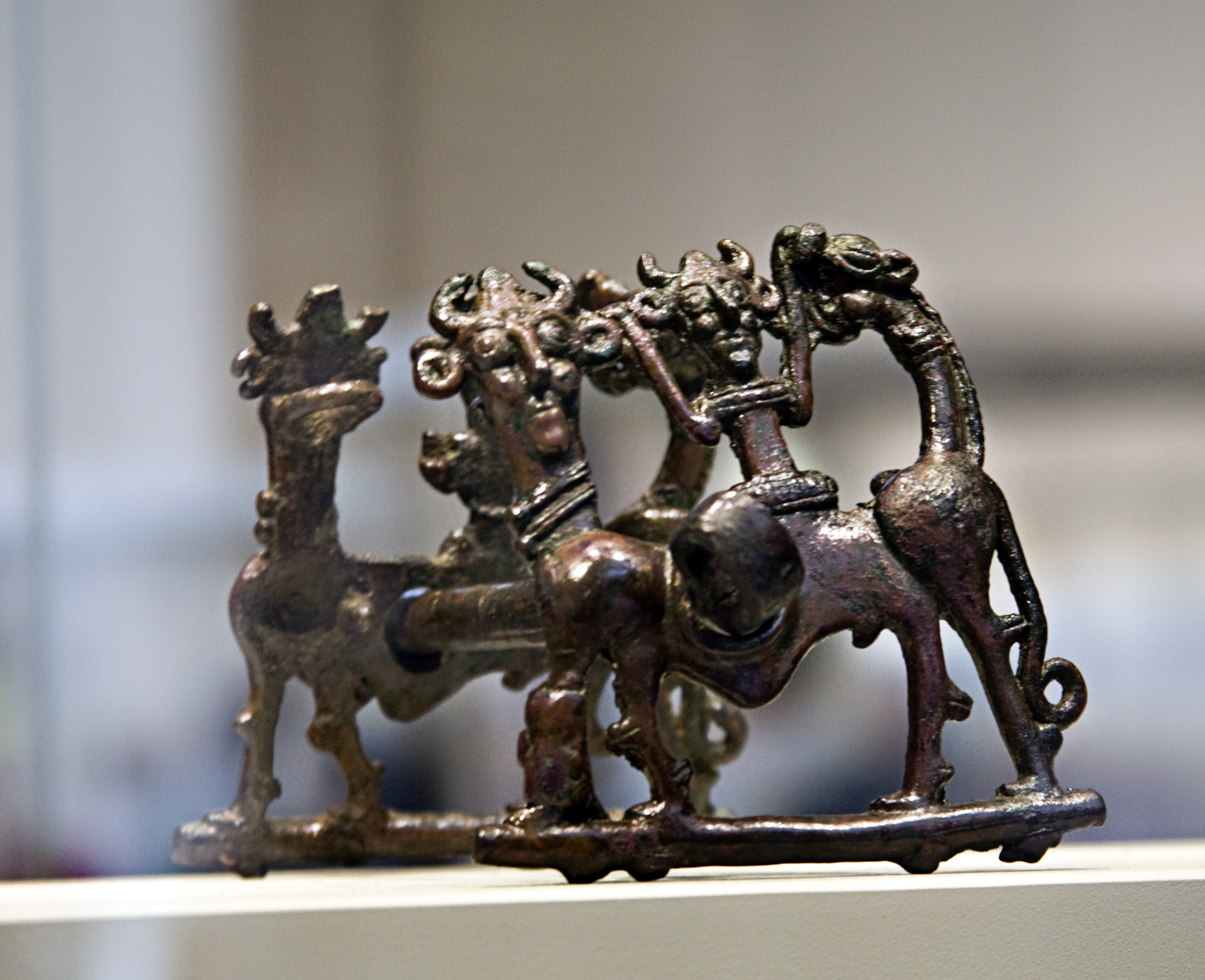
مفرغ لرستان، موزه بریتانیا

یکی از مناطق شاخص ایران در زمینه صنعت مفرغ، ناحیه لرستان است. لرستان در مرکز نوار غربی ایران و از مجموعه دره‌های تنگ و باریک و کوه‌های مرتفع تشکیل شده است. شواهد موجود اشاره به فلزکاری لرستان از هزاره چهارم پیش از میلاد دارد. مجموعه اشیای فلزی منسوب به لرستان از نیمه قرن گذشته توسط محققان و پژوهشگران مختلف بسیار مورد توجه قرار گرفته و زینت بخش اکثر موزه‌های بزرگ جهان می‌باشد.
پژوهشگران، هنر مفرغ کاری لرستان را نتیجه کارهای ساده‌ای می‌دانند که بیان‌کننده چندین قرن انقلاب مادی ملتی کشاورز و جنگجو است. این هنر در هزاره چهارم قبل از میلاد به اوج خود رسید. اهمیت هنر مفرغ کاری لرستان، انتقال هنر و سنن اجدادی، انتقال مفاهیم و موضوعات مشترک مذهبی و بیان قانون مندی‌هایی است که برای همه اقوام سوارکار، جنگاور و کشاورز دنیای قدیم، به نحوی تحسین‌انگیز، دل‌نشین، پسندیده و ستودنی بوده است. اشیاء، وسایل و ابزار به جا مانده از هنرمندان خردمند زاگرس، بسیار و بی‌شمار است که از آن‌ها می‌توان به جنگ‌افزارها شامل خنجر، شمشیر، گرز و … ساز و برگ سوارکاری، وسایل زینتی و انواع ظروف و وسایل پذیرایی مخصوص اشاره کرد. شهرستان‌های سلسله و دلفان (الشتر و نوراباد) بخش زیادی از مفرغ‌های کشف شده از لرستان را به خود اختصاص داده‌اند تا جایی که به این شهرستان‌ها شهر مفرغ می‌گویند.

#### معادن مس و قلع در ایران باستان
کوه‌های سهند نزدیک تبریز و حوالی قره داغ، دامنه‌های جنوبی زاگرس نزدیک استرآباد و شاهرود، انارک دراصفهان، رباط الک آباد در نزدیکی مشهد، لرستان و اطراف همدان و در حوالی دریای مازندران معادن سنگ قلع و مس فراوانی وجود داشته است. در ارتباط با فلز وارداتی می‌توان به این مسئله استناد کرد که در اوایل هزاره دوم پیش از میلاد تجارت فلز از آناتولی شرقی به آشور وجود داشته و فلز به صورت غنائم جنگی به وسیله حکام آشوری منتقل می‌شده است.
پایگاه‌های باستان‌شناسی ایران و سرزمین‌های پیرامون آن از عصر برنز
پایگاه باستان‌شناسی ■
شهر امروزی ◉

توجه: برای مشاهدهٔ موقعیت صحیح این پایگاه‌ها از تفکیک‌پذیری (resolution) ابعاد ۱۹۲۰ در ۱۰۸۰ و زوم %۱۰۰ در صفحهٔ نمایشگر خود استفاده کنید.

## عصر برنز در افغانستان
(۴۰۰۰–۱۵۰۰ پیش از میلاد)

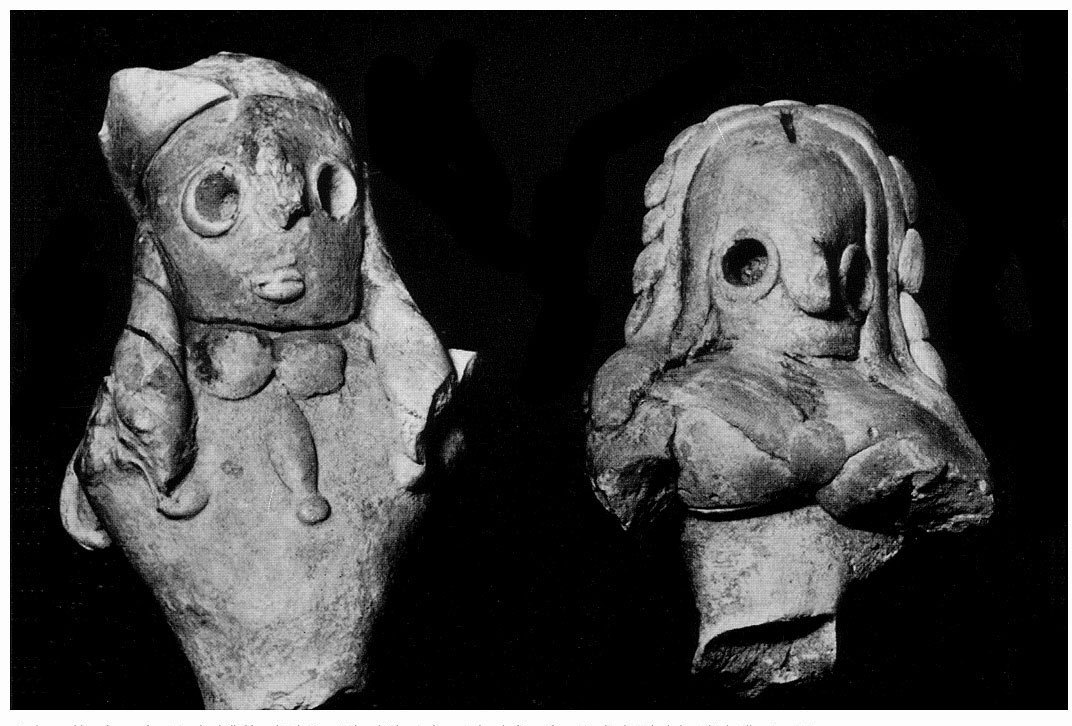
تندیس‌های ایزدبانوان مادر از مُندیگَک (چپ) و تپهٔ دِه‌مُراسی (راست)، گِل پُخته، ولایت قندهار، هزارهٔ سوم پیش از میلاد.

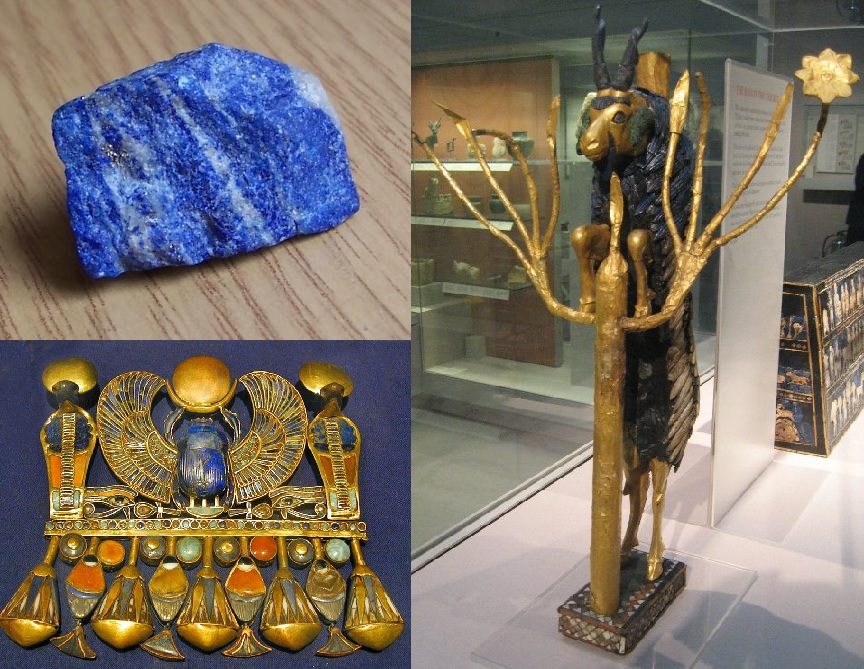
سنگ لاجوَرد (لاتین: Lapis lazuli) نوعی سنگ قیمتی آبی‌رنگ است که بخاطر رنگ آبی سیر آن، و قابلیت پودر شدن و کنده‌کاری روی آن از هزاران سال پیش در جهان خواهان زیادی داشته است. پژوهش‌ها نشان داده که که لاجورد استخراج‌شده از معدن سَرِ سنگ، در اعماق کوه‌های هندوکش در افغانستان تنها منبع شناخته‌شدهٔ لاجورد در دنیای باستان بوده است. وجود این سنگ در جواهرات فراعنهٔ مصر باستان، هنر خاور نزدیک باستان و تا هنر رنسانسِ ایتالیا نشان می‌دهد که هزاران سال پیش، در عصر برنز سنگ لاجورد از افغانستان به سرزمین‌های میان‌رودان، مصر و مدیترانه تجارت می‌شده است. سمت چپ، بالا: نمونه‌ای از سنگ لاجوَرد. سمت چپ، پایین: لاجورد بکار رفته در یکی از زیورآلات توت‌عنخ‌آمون، یکی از فراعنهٔ مقتدر مصر باستان، ۱۳۵۲–۱۳۶۱ پیش از میلاد. سمت راست: لاجوَردِ بکار رفته در «قوچ در یک بیشه»، بدست‌آمده از مقبره‌های شاهی شهر باستانی اور، میان‌رودان (بین‌النهرین) باستان، عراق امروزی، ۲۵۰۰–۲۶۰۰ پیش از میلاد.

فرهنگ عصر بُرُنز (عصر مِفرَغ) اولیه در شمال و شرق افغانستان ظهور کرد. در عصر برنز سه تمدن باختر-مرو (که گاه 'تمدن آمودریا' نامیده می‌شود)، درهٔ سِند و جیرُفت (تمدنی نیاعیلامی) در افغانستان تأثیرگذار بودند. (نقشهٔ فوق را ببینید). نخستین شواهد واقعی شهری‌سازی در تپهٔ دِه‌مُراسی (پشتو: دِه‌مُراسی غوندَی) و مُندیگک (در نزدیکی قندهار امروزی) پدیدار گشت، که پایتخت‌های محلی تمدن دره سند بودند. اقتصاد بر اساس گندم، جو، دامداری و معدن‌کاری استوار بود. سنگ لاجوَرد (لاتین: Lapis lazuli) که در گورهای پادشاهان اور در جنوب عراق، پیرامون ۲۵۰۰–۲۶۰۰ پیش از میلاد، بکار رفته بود از بدخشان در شمال‌شرق افغانستان در همان دوره استخراج شده بود. همچنین شبکهٔ راه زمینی بازرگانی دوربردی با میان‌رودان (بین‌النهرین) و مصر ایجاد شده بود.
با اینکه بسیاری از آثار ساحه‌های چون دشت دَشلی به غارت رفته، آثار بسیار زیاد دیگری نیز کشف شده، و آثار بیشتری انتظار می‌رود در این ساحه‌ها پیدا شوند.
در طی جستجوهای باستان‌شناسان برای یافتن تمدن، آن‌ها در مُندیگک (در نزدیکی قندهار امروزی) شواهدی از یک شهر واقعی پیدا کردند، و شواهدی از بناها و اشیایی که شهرهای واقعی برجای می‌مانند: بناهای مذهبی و آثار هنری حجاری‌شده و نقاشی‌شده.
در مندیگک، باستان‌شناسان بنای ستون‌دار بزرگی متعلق به هزارهٔ سوم پیش از میلاد کشف کردند که درگاهش با خط سرخ ترسیم شده بود، و احتمالاً برای اهداف مذهبی بنا شده بود. در تپهٔ دِه‌مُراسی، باستان‌شناسان مجموعه‌ای از یک زیارتگاه را پیدا کردند که حاوی اشیایی بود متعلق به مراسم مذهبی همچون شاخ‌های بُز، یک کاسه، مُهر مِسی، لولهٔ مسی توخالی، جام کوچکی از سنگ مرمر، و یک تندیس سفال‌گری‌شده و کنده‌کاری‌شده از یک ایزدبانوی مادر و تندیسی که نشانهٔ فراوانی بوده و مشابه تندیس‌هایی بود که در مندیگک نیز یافت شده بودند.
عاقبت تپهٔ دِه‌مُراسی در حدود ۱۵۰۰ پیش از میلاد متروکه شد، شاید به دلیل تغییر مسیر رودخانه به‌سوی غرب که تپهٔ دِه‌مُراسی آنجا بنا شده بود. مندیگک برای ۵۰۰ سال دیگر نیز دوام پیدا کرد. دو هجوم پیاپی قومی کوچ‌نشین از سوی شمال باشندگان این ساحه‌ها را بعد از ۲۰۰۰ سال زیست مداومشان در این شهر مجبور به ترک آن شدند.
زمانیکه باستان‌شناسان در افغانستان تمدن‌های باستانی را در مندیگک و دِه‌مُراسی کاوش می‌کردند، نزدیک به سه هزار کیلومتر آنطرف تر در غرب، در شهر باستانی اور در جنوب عراق، یک تیم دیگر از باستان‌شناسان زمانی که جواهر و آثار کشف‌شدهٔ دیگر یافت‌شده از مقبره‌های شاهی (حدود ۲۴۰۰ پیش از میلاد) را مطالعه می‌کردند، به آثار چشمگیر دیگری برخوردند.
بیش از بیست هزار مُهره‌های ساخته‌شده از سنگ لاجوَرد از مقبره‌های شاهی بیرون کشیده شده بودند که همگی دقیقاً ترکیب معدنی یکسانی داشتند؛ بدین معنا که همگی از یک معدن استخراج شده بودند. در واقع، پس از بررسی‌های گسترده، به این نتیجه رسیدند که تقریباً هر یک از این لاجوردهای به‌کاررفته در جواهرات شاهانِ خاور نزدیک باستان - که هزاران کیلو سنگ لاجوَرد بود - همگی از یک رشته‌کوه آمده بودند، معدن سرِ سنگ در اعماق هندوکش افغانستان.
انتقال این همه سنگ لاجورد از افغانستان تا میان‌رودان (بین‌النهرین)، و حتی تا مصر (جایی که این سنگ آبی‌رنگ به عنوان اوج مُد انگاشته می‌شد)، و حمل اجناس قیمتی از آنطرف (همچون طلا، مس، سنگ‌های قیمتی، چوب و حیوانات غیر بومی) بدون تدارکات لجستیکی پیشرفته و مجموعه‌ای از امکانات و تأسیسات بین راهی امکان نداشت.
همان‌طور که شواهد باستان‌شناسی نشان می‌دهد، تمدن دوران هزارهٔ چهارم و سوم پیش از میلاد هیچ خلأیی را در پهناوری دنیای ارتباطی و تجاری که میان‌رودان را با هند و چین وصل می‌کرده، باقی نگذاشته است.
در ۴۰۰۰ پیش از میلاد، شکل‌های اولیه از زندگی شهری با فرهنگ‌های خاص در بازه‌های زمانی منظم رونق پیدا کرد، که نمونهٔ آن جای پاهای سنگی، در سرتاسر آسیای میانه است؛ بنابراین لاجوَردی که از معادن سرِ سنگ در افغانستان به شهرهای بزرگی چون اور در ۲۴۰۰ پیش از میلاد می‌رسید و در امتداد راه‌های تجاری حمل می‌شد، مبادلهٔ آن هزاران سال پیش از آن فعال بوده است.
برعکس تمدن‌های میان‌رودان (بین‌النهرین)، مصر یا درهٔ سند، در تمدن‌های آسیای میانه، رودهای برتری برای تمرکز دادنِ مردم، منابع و مبادلات در مسیر کوه تا اقیانوس وجود نداشت. با این وجود، آمیزشی بزرگ از مردمان متنوع و جوامع مستقل در این سرزمین‌های دورافتاده برخاستند - یک شهرنشینی ناپیوسته که در آن کمبود آب و شرایط اقلیمی سخت معمول بوده است.

## عصر برنز جدید، تمدن باختر-مرو (تمدن آمودریا) و مهاجرت آریایی‌ها
بعد از ۲۴۰۰ پیش از میلاد، رشد جوامع شهرنشین در آسیای میانه به‌شدت به چالش کشیده شد. در طی یک مدت‌زمان ۳۰۰ ساله، هیچ‌کدام از مراکز عمده‌ای که در نیمهٔ اول هزارهٔ سوم پیش از میلاد به وجود آمده بودند، دیگر دارای سکنه نبودند. دلایل دقیق برای این «فروپاشی مدنی» همچنان یک راز مانده است. با اینحال در اواخر هزارهٔ سوم پیش از میلاد، در شمال افغانستان و جنوب ترکمنستان و ازبکستان، مجموعه‌ای از وقایع منجر به ظهور شهرها و زیستگاه‌هایی شد که از آن پس می‌رفت تا تأثیر عمده‌ای برجای بگذارد.
شمار زیادی از مهاجمان و مهاجران کوچ‌نشین، مردمان دامدار بدون شهر که سوار بر اسب یا با ارابه سفر می‌کردند، و از قبل بنام آریایی‌ها (برگرفته از واژهٔ سانسکریت، به معنای «مردمان نجیب و شریف») شناخته می‌شدند، از منطقهٔ دریای مازندران به‌سوی جنوب مهاجرت کرده و از آمودریا (Oxus) گذشته و طی اوایل هزارهٔ دوم (حدود ۱۷۰۰ پیش از میلاد) وارد افغانستان امروزی شدند.
هیچ گونه آثار هم‌عصر با سفر آریایی‌ها یافت نشده است. اما نظر به افسانه‌ها، آریایی‌ها هم‌زمان با مهاجرتشان سروده‌هایی سروده‌اند که دهان به دهان از یک نسل از موبدان (روحانیون) به نسلی دیگر منتقل می‌شده تا اینکه در حدود ۱۲۰۰ پیش از میلاد، زمانی که این سروده‌ها در مجموعه‌ای چند جلدی جمع‌آوری شد که بنام ریگ‌وِدا (۱۱۰۰–۱۷۰۰ ق. م) مشهور است.
این نوشته‌ها، راجع به قومی هستند، که قرن‌ها پیش از آن، از هندوکش برخاسته و در ۱۵۰۰ پیش از میلاد از رود کوبها، یا رود کابل، گذشتند و بدین‌ترتیب تقریباً می‌توان سفر این کوچ‌نشینان را که وسعت آسیای میانه را پشت سر می‌گذاشتند، تجسم کرد.
اقوام آریایی از آسیای میانه ('مهاجرت آریایی‌ها') به شمال و غرب افغانستان رسیدند؛ برخی از آن‌ها در این مناطق مستقر شدند و بقیه بطرف شرق بسوی شمال هند و غرب بسوی فلات ایران رهسپار شدند. شواهد نخستین زیستگاه کوچ‌نشینان عصر آهن در آق‌کُپرُک ۴ (Aq Kupruk IV) یافت شده است. مردمان آریایی به شکل قبیله‌های کوچک در مناطق شرقی فلات ایران (شامل افغانستان امروزی)، در مغرب فلات پامیر و در شمال کوه‌های هندوکش می‌زیستند. اینان زبان و آداب و رسوم مشترکی داشتند. در دوران باستان، اقوام هندی و ایرانی (آنان که به زبان‌های هندوایرانی سخن می‌گفتند) خود را «آریایی» می‌نامیدند. نمونهٔ این اشاره‌ها را می‌توان در اوستا، سنگ‌نبشته‌های هخامنشی و متن‌های کهن هندو (مانند ریگ‌ودا) دید.
با رشد و رونق کشتزارها و روستاها مردمان ساکن جلگه‌های حاصلخیز پیرامون هندوکُش به‌تدریج شیوه‌های ابتدائی آبیاری را ابداع کردند که به آن‌ها اجازه می‌داد تا به کشت غلات در دشت‌های شمالی افغانستان روی آورند. این مناطق شمالی همان سرزمین باختر است که بعدها در نوشته‌های غربی بنام «باکتریا» (Bactria) یاد می‌شود. در سرزمین باختر مجموعه‌ای از واحه‌های مصنوعی دلتامانند توسط سیستم‌های گسترده آبیاری در ۴۰۰۰ سال پیش پدید آمد. باشندگان این آبادی‌ها زیستگاهایشان را در برابر مهاجمان مستحکم می‌کردند. شیوهٔ معماری که امروزه هنوز در شمال افغانستان مورد استفاده است. می‌نماید که فرهنگ این مردمان باشنده در واحه‌ها با فرهنگ همسایگان میان‌رودانیشان (بین‌النهرین) مشترکاتی داشته، از قبیل: صنعتگری هنرمندانه، وجود طبقهٔ نخبگان و رسوم همگانی پیچیده.
با این وجود، به دلیل فقدان خط و نوشتار در این تمدن، نام بومی تمدن آن‌ها مشخص نیست. محققان امروزه این تمدن گمنام را «مجموعهٔ باستان‌شناسیِ بلخ-مرو» (BMAC)، یا «تمدن آمودریا» (Oxus Civilization) می‌نامند. مدرک علمی بر موجودیت تمدنی پیشرفته در شمال افغانستان با قدمتی در حدود ۱۸۰۰–۲۱۰۰ پیش از میلاد از حفریات در بیشتر از دوازده ساحهٔ باستان‌شناسی در طی دههٔ هفتاد میلادی در BMAC به‌دست آمد. گنجینهٔ تپه فُلول در شمال افغانستان آثار به جای مانده از این تمدن است و نشان می‌دهد که مردم افغانستان در عصر برنز در تجارت جهانی آن زمان سهیم بودند.
آثار به‌دست آمده از عصر بُرُنز در افغانستان (۱۵۰۰–۴۰۰۰ پیش از میلاد) در اکرم‌قلعه (در ولایت هلمند)، علی‌آباد (در ولایت کُندوز)، آق‌کُپرُک (در ولایت بلخ)، اَرَنجی (در ولایت جوزجان)، اَیَتان‌تپه (در ولایت سمنگان)، باد سه‌غوندَی (در ولایت قندهار)، باغِ پول‌غوندی (در ولایت قندهار)، بَرَگ‌توت (در ولایت فراه)، باسیز (در ولایت کُندوز)، بوئینه‌قره (در ولایت بلخ)، چادُرتپه (در ولایت بلخ)، چارسنگ‌تپه (در ولایت قندهار)، چولِ آبدان (در ولایت کُندوز)، دَم (در ولایت نیمروز)، درهٔ کور (در ولایت بدخشان)، دَشلی ۱ (در ولایت جوزجان)، دشلی ۳ (در ولایت جوزجان)، دشلی شرقی (در ولایت جوزجان)، دشلی جنوبی (در ولایت جوزجان)، تپهٔ دِه‌مُراسی (در ولایت قندهار)، ده نو (در ولایت سمنگان)، فرخ‌آباد (در ولایت بلخ)، گردان‌ریگ (در ولایت نیمروز)، هیردای‌تپه (در ولایت فاریاب)، قندهار، خوش‌بای (در ولایت تخار)، خوش‌تپه (تپه فُلول) (در ولایت بغلان)، کهنه قلعه طالقان (در ولایت تخار)، لَیرو (در ولایت زابل)، مُندیگَک (در ولایت قندهار)، مُندی‌حصار (در ولایت قندهار)، قونسای (در ولایت کُندوز)، قورغان‌تپه (در ولایت تخار)، سعید قلعه‌تپه (در ولایت قندهار)، سسماق (در ولایت تخار)، شهر صفا (در ولایت زابل)، شیرآباد (در ولایت سمنگان)، شورتوغَی (در ولایت تخار)، سیاه‌ریگان (در ولایت سمنگان)، اِسپیروَن (در ولایت قندهار)، تیکَر (در ولایت فاریاب) و اورته‌بُز (در ولایت تخار) یافت شده‌اند. (نقشهٔ بالا را ببینید)

## عصر برنز در هند

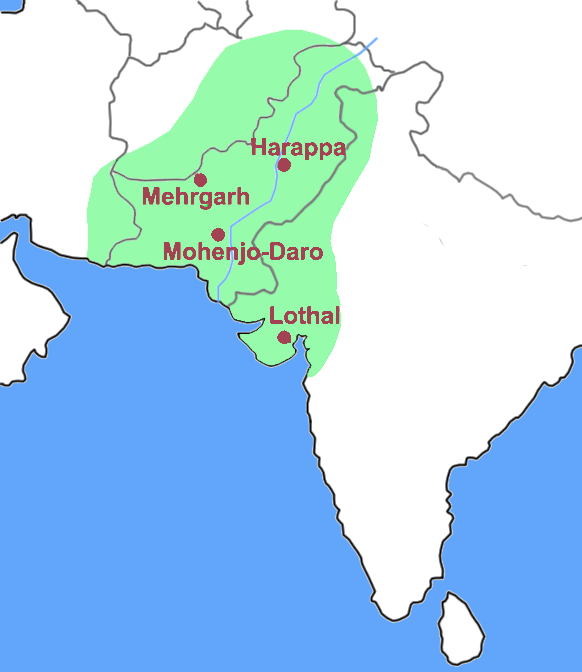
گسترهٔ تمدن درهٔ سند (فرهنگ دراویدی)

آغاز عصر برنز در شبه‌قاره هند هم‌زمان با آغاز تمدن دره سند در ۳۳۰۰ (پیش از میلاد) می‌باشد. باشندگان دره سند به شیوه‌هایی پیشرفته در متالورژی و فرآوری مس، برنز، قلع و سرب دست یافته بودند.

## عصر برنز در آسیای خاوری

### چین
اثرهای برنزی ساخته‌شده در چین وابسته به فرهنگ ماجی‌یائو (۳۱۰۰–۲۷۰۰ (پیش از میلاد)) از دل خاک بیرون کشیده شده است. با این همه آغاز عصر برنز را در چین از ۲۱۰۰ (پیش از میلاد) هم‌زمان با دودمان شیا می‌دانند.

### آسیای جنوب شرقی
اثرهای برنزی به‌دست‌آمده از بان‌چیانگ در تایلند را وابسته به ۲۱۰۰ (پیش از میلاد) می‌دانند.

### شبه‌جزیره کره
در شبه‌جزیره کره در میانه دوره سفال‌گری مومون رفته‌رفته از برنز در ساخت ابزار سود برده شده است (تاریخ گمانه‌زنی‌شده:۷۰۰ تا ۶۰۰ پیش از میلاد).

## عصر برنز در کرانه دریای اژه

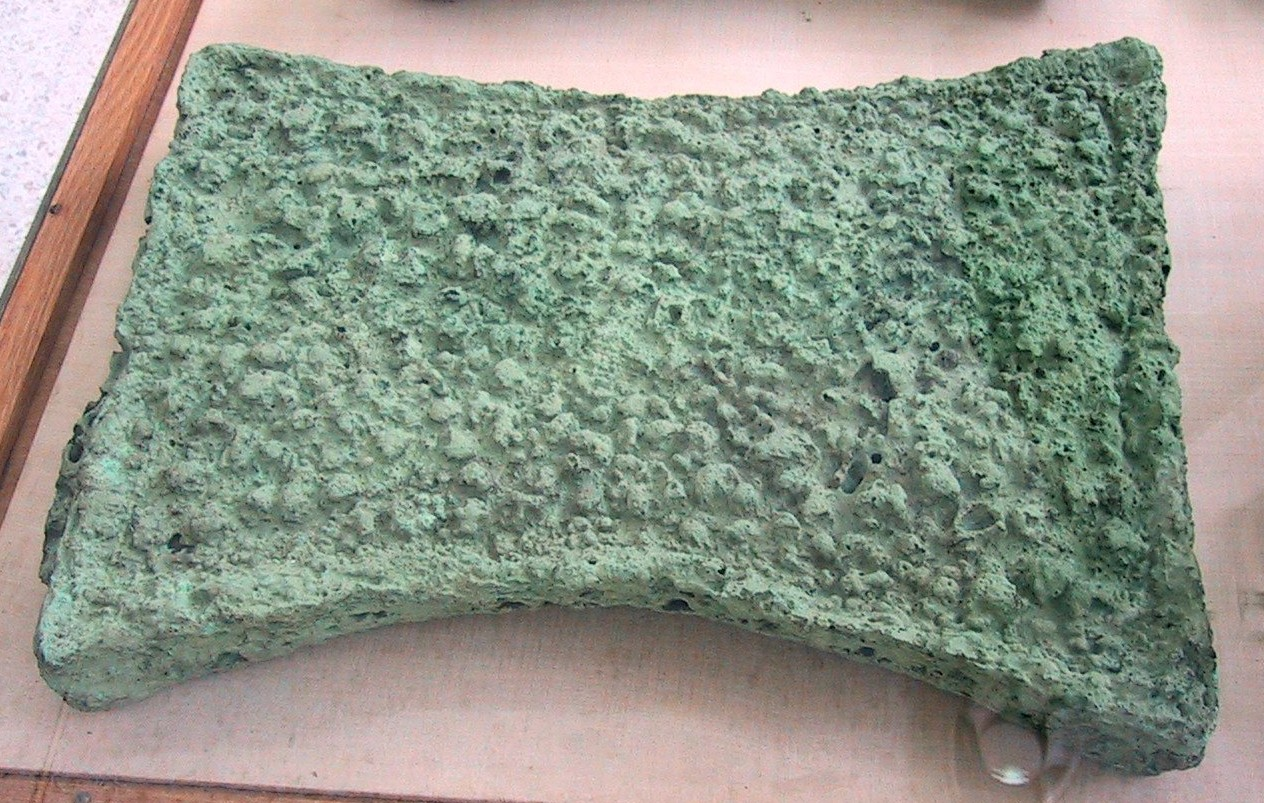
شمش‌های برنزی یافت شده در کرت

عصر برنز شبکه بازرگانی دور بردی را فراهم‌آورده بود. این شبکه قلع و زغال چوب را به قبرس می‌فرستاد، درآنجا مس استخراج می‌شد و با گداختن آن به کمک زغال چوب و آلیاژسازی با قلع برنز به دست می‌آمد.

## عصر برنز در اروپا

### اروپای مرکزی

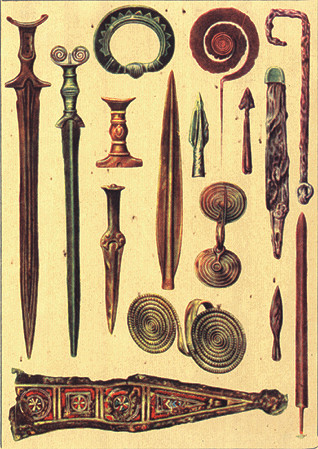
جنگ‌افزار و زیورهایی از عصر برنز

عصر برنز در اروپای مرکزی در فرهنگ اونه‌تیس در ۱۸۰۰ پیش از میلاد تا ۱۶۰۰ پیش از میلاد بود، این فرهنگ خود به زیرشاخه‌هایی تقسیم می‌شد. در عصر برنز میانی در ۱۶۰۰ تا ۱۲۰۰ پیش از میلاد، فرهنگ تومولوس جایگزین فرهنگ پیشین شد و ویژگی این فرهنگ در به خاک‌سپاری مردگان بود. در شرق عصر برنز هم‌زمان با فرهنگ ماکو در مجارستان بود که فرهنگ یادشده در آینده جای خود را به فرهنگ‌های اوتومانی و گیولاوارساند داد.
عصر برنز پایانی همدوره با فرهنگ سفال‌میدانی در سال‌های ۱۳۰۰ پیش از میلاد تا ۷۰۰ (پیش از میلاد و دارای ویژگی سوزاندن مرده‌ها است. این دربرگیرنده فرهنگ لوزاتیایی در شرق آلمان و لهستان دربازهٔ زمانی ۱۳۰۰ تا ۵۰۰ پیش از میلاد می‌باشد. این فرهنگ تا عصر آهن پایدار بود. عصر برنز میانی در اروپای مرکزی جای خود را به عصر آهن داد.

### اروپای شمالی
در شمال آلمان، دانمارک، سوئد و نروژ در عصر برنز اثرهای برجسته و زیبایی ساخته شدند. برخی زبان‌شناسان بر این باورند که زبان نیاهندواروپایی در نزدیک ۲۰۰۰ سال پیش از میلاد در جایی که درآینده نیاکان ژرمن‌زبانان ساکن شدند پدید آمد.

### بریتانیا و ایرلند
برای بریتانیا عصر برنز در بازه سال‌های ۲۱۰۰ تا ۷۰۰ پیش از میلاد طرح می‌شود. در این زمان مردمانی از اروپا به این جزیره کوچ کردند. پژوهش‌های پیشرفته تازه بر روی پیکرهایی که در نزدیکی استون‌هنج یافت شده‌اند نشان داد که دست کم کوچندگانی از سوئیس کنونی در میان آن‌ها بوده‌اند. تغییرات رفتاری و فرهنگی میان مردمان سفال‌جامی با مردمان دوره نوسنگی آشکار است. در ایرلند عصر برنز از نزدیک به ۲۰۰۰ پیش از میلاد آغاز می‌گردد و آن زمانی است که برنز برای ساخت تبرهای پهنی از گونه بولی‌بگ ساخته‌شد. دوره پیش از این دوره را عصر مس می‌دانند که نشانه‌های آن ساخت ابزار مسی مانند تبرهای پهن، خنجر، تبرزین و درفش می‌باشد.

## قاره آمریکا

### منطقه آند
عصر برنز در آند، آمریکای جنوبی از سال ۹۰۰ پیش از میلاد آغاز می‌شود. در این زمان هنرمندان فرهنگ چاوین آموختند که چگونه آلیاژ برنز را به دست آورند. نخستین ساخته‌های آن‌ها نیز ابزاری چون تبر، خنجر و ابزارهای کشاورزی بود.